# 蘆竹風力發電站
蘆竹風力發電站位於臺灣桃園市蘆竹區，為隸屬於台灣電力公司旗下的風力發電站。由於其發電站位置恰巧位於桃園國際機場之高度限制區下，因此該風力發電站之規模與單部機組容量較小。

## 沿革

### 計畫
蘆竹風力發電站為台灣電力公司所推動之「風力發電十年發展計畫」中的第四期開發計畫。於2010年送交行政院環境保護署進行環境影響評估審查，並通過審查案後開始進行開發作業。2013年8月15日，台灣電力公司前蘆竹鄉海湖村社區活動中心召開環境影響公開說明會。
於說明會中與會居民表示，質疑台電公司在風力發電機施作時，計畫將移除海岸線共計4,000噸的土方，而蘆竹鄉海岸已長年發生海岸侵蝕之狀況，因此要求台電公司需興建海岸堤防作為侵蝕防範。而里民代表劉勝全也表示，風力發電站動工前的回饋金發放給桃園縣政府與蘆竹鄉公所，將無法實際運用在發電站所在的海湖村，尤其2014年底桃園縣將升格為直轄市後，蘆竹區公所將無法自主運用回饋金因此要求台電公司需再進行商討。
桃園在地聯盟總幹事潘忠政也提出質疑，由於台電公司規畫設置5號風力發電機的位置正好位在防風林的候鳥棲息地，並且1和2號風力發電機組距離臺61線（西濱快速公路）不到200公尺，可能對生態與用路人生命安全帶來影響。台灣電力公司會後表示，將會持續與居民溝通，消除疑慮後才開始動工。

### 施工
2013年底，蘆竹風力發電計畫正式動工，由中興電工集團得標負責風力發電機的基地施工與機組安裝工程，並且因蘆竹風力發電站所在的位置正好位於桃園國際機場的高度限制區內，因此該發電站的風力發電機規模較小。蘆竹風力發電站總共架設8部德國爱纳康製裝置容量0.9MW的風力發電機，高度55公尺，所產生之電力併聯於台電公司之輸電系統中使用。

### 完工
2015年2月2日蘆竹風力發電站完工，開始與台電輸電系統併聯商轉發電。發電站開始商轉後每年預估約可生產2,100萬度的電力，可供應1萬7,000多用戶每月的用電。

## 設備

### 發電機組
| 風力發電機類型                  | 風力發電類型 | 機組數量 | 裝置容量（MW） | 商轉日期     | 狀態   |
| ------------------------------- | ------------ | -------- | -------------- | ------------ | ------ |
| 德国EnerconE-44/900型風力發電機 | 陸域風力發電 | 8        | 7.2MW          | 2015年2月2日 | 商轉中 |

## 資料來源
1. 1 2  曾增勳. . 好房網News. 2013-08-14  [2017-09-17]. （原始内容存档于2019-06-11） （中文（臺灣））.
2. 1 2 3 4 5  蔡依珍. . 中時電子報. 2013-08-16  [2017-09-17]. （原始内容存档于2019-06-28） （中文（臺灣））.
3. 1 2  . wind-turbine-models.com.   [2017-09-19]. （原始内容存档于2020-08-06） （美国英语）.
4. 1 2 3  . 中興電工集團.   [2020-01-27]. （原始内容存档于2022-08-23） （中文（臺灣））.
5. 1 2  . 中央通訊社. 2014-12-24  [2017-09-19]. （原始内容存档于2019-06-29） （中文（臺灣））.
6. 1 2 3  吳俊德. . 環境資訊中心. 2013-08-15  [2017-09-17]. （原始内容存档于2019-06-29） （中文（臺灣））.
7. ↑  吳天明.  (PDF). 源雜誌91期. 2002-01  [2017-09-19]. （原始内容 (PDF)存档于2019-07-01） （中文（臺灣））.
8. ↑  薛翰駿. . 自由時報. 2014-04-27  [2017-09-19]. （原始内容存档于2019-06-22） （中文（臺灣））.